# Nova Petrópolis (ort)
Nova Petrópolis är en ort i Brasilien.   Den ligger i kommunen Nova Petrópolis och delstaten Rio Grande do Sul, i den södra delen av landet, 1 500 km söder om huvudstaden Brasília. Nova Petrópolis ligger 589 meter över havet och antalet invånare är 16 049.
Terrängen runt Nova Petrópolis är kuperad. Det finns inga andra samhällen i närheten.
I omgivningarna runt Nova Petrópolis växer i huvudsak städsegrön lövskog. Runt Nova Petrópolis är det ganska glesbefolkat, med 38 invånare per kvadratkilometer.